# Хугенотски ратови
Француски верски ратови или Хугенотски ратови вођени су у Француској у периоду од 1562. до 1598. године између католика и калвиниста (протестаната, хугенота). У суштини, хугенотски ратови су врло сложена борба различитих социјалних снага француског феудалног друштва. Узрок је, пре свега, противуречност економских и политичких интереса дворског племства и буржоазије. Аристократија је приступила хугенотима тражећи враћање своје политичке независности и ограничавање краљевске власти, а сељаштво им се приближило у другој половини ратова са својим антифеудалним захтевима. Хугеноти су се организовали за борбу под вођством принца Луја Кондеа, адмирала Гаспара Колињија и генерала Франсоа Колинија, уз помоћ Енглеске и немачких протестантских кнезова, док су католици, које су предводили Франсоа Гиз и конетабл Монморанси Ан имали подршку папе и Шпаније. Било је осам хугенотских ратова. У њима је на обе стране учествовало племство са витешком коњицом у садејству са пешацима (аркебузирима, копљаницима и хелебардистима) из старих пикардијских и пијемонтских банди, али су језгро војске сачињавали швајцарски и немачки најамници-коњаници и пешаци. Борба се већином водила локалним снагама око многобројних утврђених градова, а у тражењу одлучних судара повремено су груписане и веће снаге па је било доста битака којима су наметнута привремена решења; ниједна страна пак, није имала довољно снага да овлада свим тврђавама и диктира крајњи мир. Протестантски ратови потресали су Француску до почетка XVIII века, а пуну равноправност протестанти су стекли после Француске револуције 1789.

## Повод
Када је средином XVI века Реформација захватила Француску, под притиском католичких кругова дошло је до забране верских скупова протестаната и њихових прогона. Самовлашће осиљених војвода Гиза, под окриљем безобзирне регенткиње, краљице мајке Катарине Медичи, здружио је прогоњене реформисте и незадовољно племство. После крваво угушене завере против Гиза у Амбоазу, 19. јуна 1560. године и покоља хугенота за време црквеног обреда у Васију 1. марта 1562. године, дошло је до отвореног сукоба.

## Први хугенотски рат
У Првом хугенотском рату (1562—1563) Конде је почетком априла 1562. године с неколико стотина племића препадом овладао Орлеаном и подручјем средње Лоаре, а устанак се убрзо пренео на Гијену, Лангедок, Провансу, Дофене и Нормандију где су хугенотске локалне вође одговарале свом жестином на насиља католичке странке. Регенткиња Катарина Медичи ангажовала је 6000 Швајцараца и немачких најамника, а Франсоа Гиз мобилисао је 27 пешадијских чета старе француске гарде. Слабија, али квалитетнија протестантска армија, образована код Орлеана од витешке коњице, отпуштених старих војника и привучених верника с југа, појачана пред зиму са 3300 немачких коњаника и 4000 пешака, предузела је офанзивну акцију према Нормандији са 8000 пешака и 5000 коњаника. Да би јој осујетили спајање са очекиваним енглеским појачањима, католици су преузели Руан, а конетабл Ан Монморанси са 14000 пешака, 2000 коњаника и 22 топа је 19. децембра 1562. године битком код Дреа присилио на повлачење. Након погибије Франсоа Гиза 18. фебруара 1563. године, адмирал Колињи се вратио у Нормандију где је имао успеха у преотимању градова. Пошто је и у Лангедоку учвршћена власти хугенота, обустављена су непријатељства 19. марта 1563. године едиктом у Амбоазу. Протестанти су добили слободу вероисповести у неким градовима.

## Други хугенотски рат
У Другом хугенотском рату (1567—1568), чији је повод непоштовање одредаба мира у Амбоазу од католичке странке, Конде је опсео Париз, али га је конетабл Монморанси, који је том приликом погинуо, изненадним испадом и победом код Сен Денија присилио на повлачење (10. новембар 1567). Хугеноти су се потом у Шампањи здружили са 6500 немачких коњаника и 3000 пешака фалачког грофа Јохана Казимира, а на Лоари појачали људством јужних провинција (до 30.000 бораца). Наступајући на Париз, опколили су Шартр и присилили регенткињу да миром у Лонжимоу од 23. марта 1568. године прихвати права протестаната стечена едиктом у Амбоазу 1563. године

## Трећи хугенотски рат
Незадовољне екстремне католичке вође убрзо су потиснуле помирљицу струју француског канцелара Мишела Л'Опитала и наставиле са прогоном хугенота. То је изазвало Трећи хугенотски рат (1569—1570). Конде је прикупио код Ла Рошела око 12.000 пешака и 7000 коњаника, док је краљева армија на реци Шаранти располагала са 12.000 пешака и 7000 коњаника. У изненадном судару (13. март 1569) код Жарнака погинуо је Конде, нашто се Колињи, преузевши команду код Лиможа, сјединио са немачким помоћним трупама и тако приближно достигао снагу противника. После безуспешне опсаде Поатјеа, хугеноти су поражени у бици код Монконтура (3. октобар 1569). Одступили су на југ, где су, ојачани приливом нових снага, имали успеха код Арне-ле-Дика. Неповољна унутрашња и спољна ситуација присилила је владу да у Сен Жермен-ан-Леу, едиктом од 8. августа 1570. године призна хугенотима, поред права верских обреда у местима где су их пре хугеноти вршили, и на нека утврђена упоришта: Ла Рошел, Монтобан, Ла Шарите и Коњак.

## Четврти хугенотски рат
Узнемирена порастом протестантског утицаја, Катарина Медичи је 24. августа 1572. године преко Анрија Гиза организовала покољ хугенота у тзв. Вартоломејској ноћи, у којој је убијен адмирал Гаспар де Колињи и велики број хугенота (у Паризу око 2000, а у провинцији 6000-8000). Овај масакр изазвао је Четврти хугенотски рат (1572—1573) који се развио на западу и југу. Главно протестантско упориште, Ла Рошел, одупрло се дужој опсади краљевих трупа. У том примеру су га следили Ним, Монтобан и многи други градови. То је приморало двор да закључи мир (24. јун 1573) у Ла Рошелу. На основу овог мира Булоњским едиктом од 30. јуна 1573. године призната је хугенотима слобода вере, али им је право обреда ограничено на Ла Рошел, Монтобан и Ним.

## Пети хугенотски рат
Одредбе Булоњског едикта нису задовољиле хугеноте са југа, те су они остали под оружјем. На другој страни, Катарина је с најватренијим католичким вођама утицала и на новог краља Анрија III да оружјем примора протестанте са југа на покорност. Тако је дошло до Петог хугенотског рата (1574—1576). Хугеноти су наишли на подршку незадовољника, католика који се нису слагали са крвавом владавином туђинке Катарине Медичи. Склопили су савез са странком умерених католика и организовали посебну управу централних и јужних покрајина са својом армијом под маршалом Дамвилом и младим Анријем Кондеом. Борба удружених савезника против краља вођена је у Дофени, Прованси, Лангедоку и Гијени; с обе стране није било већих армија, већ су се мале групе, од по неколико хиљада, бориле највише око утврђених градова, двораца, па и села, и водиле герилски рат препада, заседа и пустошења без милости. Вера је потиснута у сасвим други план. Једини успех постигао је Гиз код Дормана (10. октобар 1575). Но, до тада је Конде, с енглеском новчаном помоћи, сакупио 6000 коњаника и пешака под Јоханом Казимиром. Пред претњом армије од око 20.000 људи, на маршу са Лоаре на Париз, краљ је прихватио услове удружених противника и едиктом у Бољеу (6. мај 1576) одобрио протестантима верску слободу изван Париза и 8 утврђених упоришта.

## Шести и седми хугенотски рат
Убрзо је, међутим, дошло до формирања Католичке лиге на челу са краљем и до опозива задњег едикта, што је изазвало Шести хугенотски рат (1576—1577). У Ла Рошелу протестанти су формирали контралигу уз подршку Шведске, Данске, Енглеске и немачких принчева. Хугеноти под Анријем Наварским су запосели многа места на западу и југу. Но, ускоро је дошло до неслоге између суревњивих протестантских команданата и вођа незадовољника. Настали раздор омогућио је краљевим трупама да 1577. године овладају централним подручјем Лоаре и принуде Ла Рошел на капитулацију; само су хугеноти на југу очували своје позиције. Стога је краљ миром у Бержераку (17. септембар 1577) могао знатно да смањи права протестаната.
До истинског мира није дошло јер су неке трупе наставиле борбу самовољно, све до Седмог хугенотског рата (1579—1580). Конде је 29. октобра 1579. године заузео Ла Фер у Пикардији, али се пред контраофанзивом противника склонио у Немачку. Анри Наварски је 3. априла 1580. године освојио Каор, али не наишавши на одзив становништва, био је принуђен да пређе у одбрану. Краљеве трупе преузеле су иницијативу у Гијени, Лангедоку и Дофени. Замор и краљева намера да интервенише против Шпаније у Фландрији довели су до мира у Флеу (26. новембар 1580) којима је потврђено раније стање.

## Осми хугенотски рат
Када је 1584. године, након смрти војводе Анжујског, Анри Наварски постао престолонаследник, Католичка лига је, унајмивши уз шпанску помоћ јаке снаге у Швајцарској и Немачкој и подигавши север и центар, присилила краља да опозове све раније едикте и да хугеноте стави ван закона, а њиховог вођу Анрија Наварског лиши свих права. То изазива најдужи и најтежи Осми хугенотски рат (1585—1598). Анри Наварски је поразио 20. октобра 1587. године са 6000-7000 војника нешто надмоћније католичке снаге под војводом Ан Жоајезеом у боју код Кутреа. Немачки савезници хугенота (8000 коњаника и 14.000 пешака) под командом Фабијана Доне допрли су до Лоаре где су им католици спречили прелаз, а потом их препадима код Виморија и Оноа принудили да се уз осетне губитке повуку из Француске. Сматрајући да краљ није довољно одлучан у борби против протестаната, вође Католичке лиге су Париским устанком (дан барикада), 12. маја 1588. године присилили краља да Руанским едиктом привидно прихвати диктат Лиге. Понижени краљ је наредио да се убије Анри Гиз, а да би укротио побуњене католике у Паризу, помирио се са Анријем Наварским, па заједно опседају Париз са 30.000 људи. У току опсаде, краљ Анри III предао је круну Анрију Наварском као Анрију IV. Његова се армија, отпадањем католичког племства, смањила за половину, па није могла освојити француску престоницу. Лига је за противкраља изабрала старог кардинала Шарла Бурбонског. Кардиналова војска је под Шарлом Мајеном располагала са 25-30.000 војника. Краљ Анри IV је код Арка сузбио лигашке трупе и појачан Енглезима извршио неуспели напад на Париз.
У бици код Иври-Ла-Батаја, 14. марта 1590. године, потукао је надмоћније лигашке трупе. Почетком маја, краљ је поново блокирао париз са 25.000 људи. Шпански војсковођа Алесандро Фарнезе, војвода од Парме, приморао је вештим манервом краља да после четири месеца дигне опсаду Париза. Краљ се потом учврстио у париској области и Нормандији, док су шпанске и савојске трупе, као савезници католика, а очито са територијалним претензијама, упале 1590/1591. у пограничне покрајине Лангедок, Провансу, Дофену и Бретању. Тада је и краљ, ојачан са 4000 Енглеза и 16.800 Немаца, предузео опсаду Руана, који је деблокирао војвода од Парме са Лигом и папином помоћи. У централној области дошло је до равнотеже снага и затишја, али су борбе са наизменичним успесима продужене 1592. године у Бретањи, Лангедоку и Прованси. На крају, краљев прелазак у католицизам 1593. године, извршен у интересу смирења земље, уздрмао је редове Лиге и омогућио му да 1594. године без отпора уђе у Париз. Пошто је 2. августа 1594. године тукао шпанске деблокадне трупе генерала Ернста Мансфелда, умирио је Пикардију и Ренс, док су отпор продужиле само још војводе Шарл Мајер, Филип Меркер и Шарл Омал. Након краљевог преласка у католицизам, немачка и енглеска помоћ је изостала (почетком 1595. године). Ускоро се краљ измирио са папом, а Шпанија је почетком 1595. године прешла у отворени рат.